# Museo tattile Anteros
Il Museo tattile di pittura antica e moderna Anteros è un museo tattile che ha sede nel palazzo dell'Istituto dei ciechi Francesco Cavazza, a Bologna. Prende il nome da Anteros, la divinità greca dell'amore corrisposto.
Principale obiettivo del museo è educare all'uso integrato dei sensi residui, in presenza di deficit visivo, per un rafforzamento delle facoltà percettive, cognitive e intellettuali delle persone disabili della vista, ma anche educare la sensibilità delle persone normovedenti.

## Storia
Il museo è stato fondato nel 1999 ed è il risultato di un progetto di ricerca applicata avviato nel 1995 presso l'Associazione Scuola di Scultura Applicata, in collaborazione con la cattedra di ottica fisiopatologica dell'Ospedale Sant'Orsola, l'Unione Italiana Ciechi (UICI) e l'Istituto dei ciechi "Francesco Cavazza" di Bologna.

## La collezione
La collezione museale è costituita da traduzioni tridimensionali di capolavori pittorici rappresentativi delle età comprese tra classicità e contemporaneità, progettate e realizzate da un'équipe composta da esperti in teoria dell'arte, psicologia della percezione tattile e ottica, storia e pedagogia dell'arte, tiflologia e scultura applicata. Attualmente comprende circa sessanta esemplari, tra riproduzioni tridimensionali in bassorilievo di celebri dipinti, rilievi tecnici, copie di rilievi rinascimentali, tavole propedeutiche al concetto di stile storico e tavole funzionali alla comprensione della prospettiva e delle categorie della rappresentazione.

## Il metodo
La metodologia operativa del museo “Anteros” si fonda sull'idea per cui, anche per le persone con minorazione visiva, la comprensione del linguaggio pittorico deve avvenire attraverso la comprensione della forma, della composizione e dello spazio prospettico. Il museo, pertanto, offre una didattica storico-artistica, elaborata appositamente per rendere comprensibili a livello concettuale e condivisibili le strutture di rappresentazione della realtà, organica quindi ad una migliore integrazione scolastica, sociale e professionale di non vedenti e ipovedenti, indipendentemente da età, formazione e condizione di minorazione. Le logiche espositive e le attività pedagogiche sono articolate in funzione di un potenziamento delle facoltà immaginative e conoscitive della mente, processo che esige una corretta integrazione dei sensi residui e, in particolare, l'affinamento di una tattilità autonoma ai fini di una costruzione consapevole del pensiero visivo da parte della persona minorata della vista.

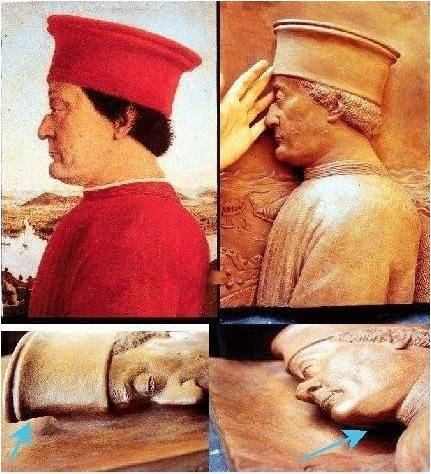
Particolari dei sottosquadri del bassorilievo prospettico raffigurante il ritratto del Duca Federico da Montefeltro di Piero della Francesca.

## La lettura tattile sul “bassorilievo prospettico”

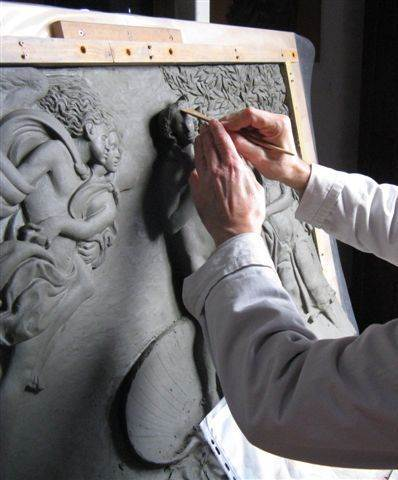
Rifinitura del prototipo in argilla, realizzato artigianalmente, della Nascita di Venere, opera di Sandro Botticelli.

In tal senso, strumento pedagogico fondamentale è il cosiddetto bassorilievo prospettico, che consiste in una traduzione tridimensionale di un dipinto opportunamente selezionato e inserito entro un percorso cronologico diacronico, iconografico e stilistico esemplare: con l'ausilio di tavole didattiche illustrative, evidenzia la trasformazione dei modi della rappresentazione nell'arte occidentale.
Le letture di rappresentazioni pittoriche tradotte in bassorilievo, sono precedute e accompagnate da esercizi corporei, azioni preliminari di natura cinestesica (acquisizione di posture in relazione allo spazio e ad altri soggetti), propriocettiva (presa di coscienza dello schema corporeo, contrazioni e distensioni muscolari, mobilità) e aptica (risposta della superficie corporea ai diversi tipi di sollecitazione tattile) funzionali a predisporre il lettore all'esplorazione degli oggetti reali ma anche alla conoscenza della loro rappresentazione.

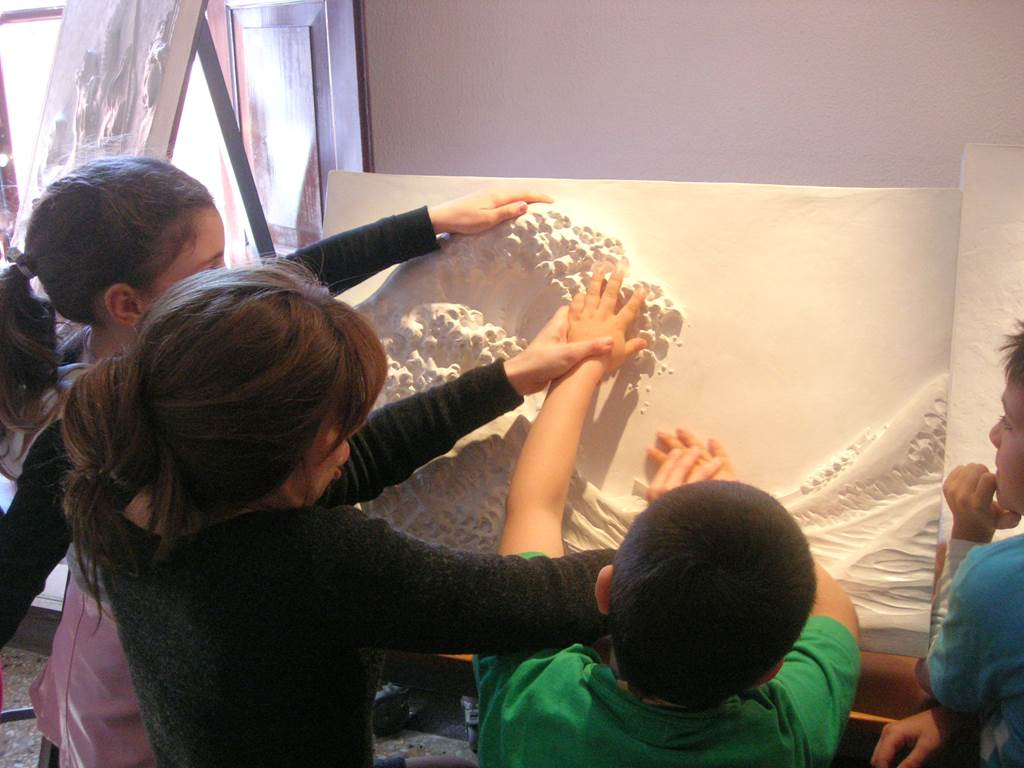
Durante la lettura tattile del bassorilievo prospettico raffigurante la Grande Onda di Hokusai, due bambini vengono guidati nell’esecuzione di dinamiche gestuali funzionali alla comprensione dei rapporti tra le forze naturali operanti all’interno del dipinto, quindi dei concetti fisici e spaziali come quelli di vicinanza e distanza, punto di vista, movimento circolare e compenetrazione di forze opposte e complementari, dinamismo, stasi e legge di gravità.
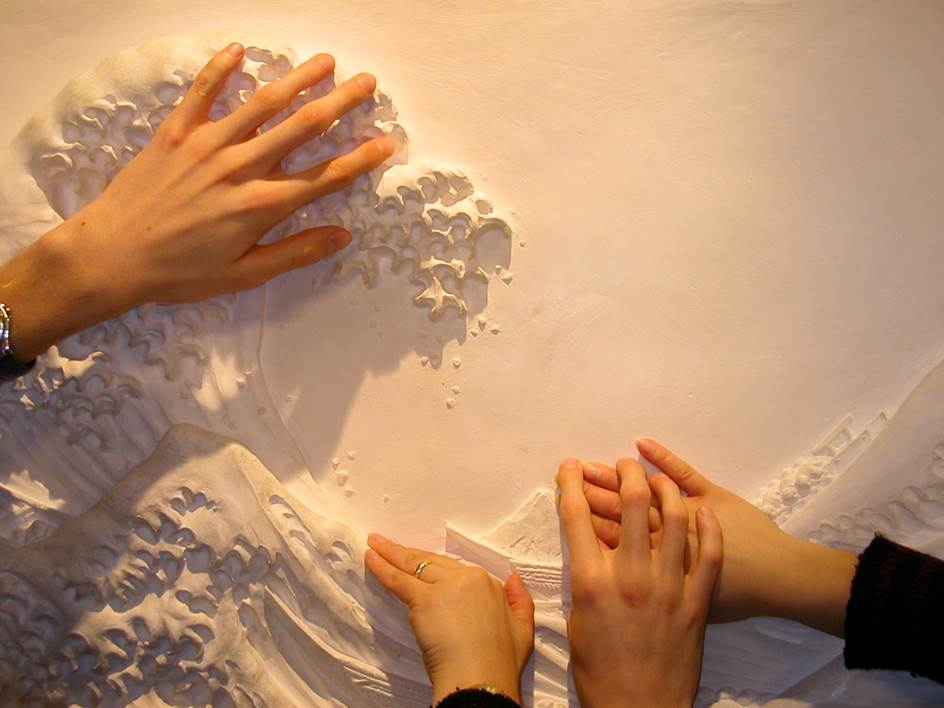
Momento di lettura tattile del bassorilievo prospettico raffigurante la Grande Onda di Hokusai: il movimento bimanuale sincronico, opportunamente guidato, permette di cogliere le analogie e le differenze strutturali, quindi di riflettere sui relativi rapporti dimensionali, intercorrenti tra l’onda ritratta in primo piano e il monte Fuji che figura, invece, sullo sfondo.
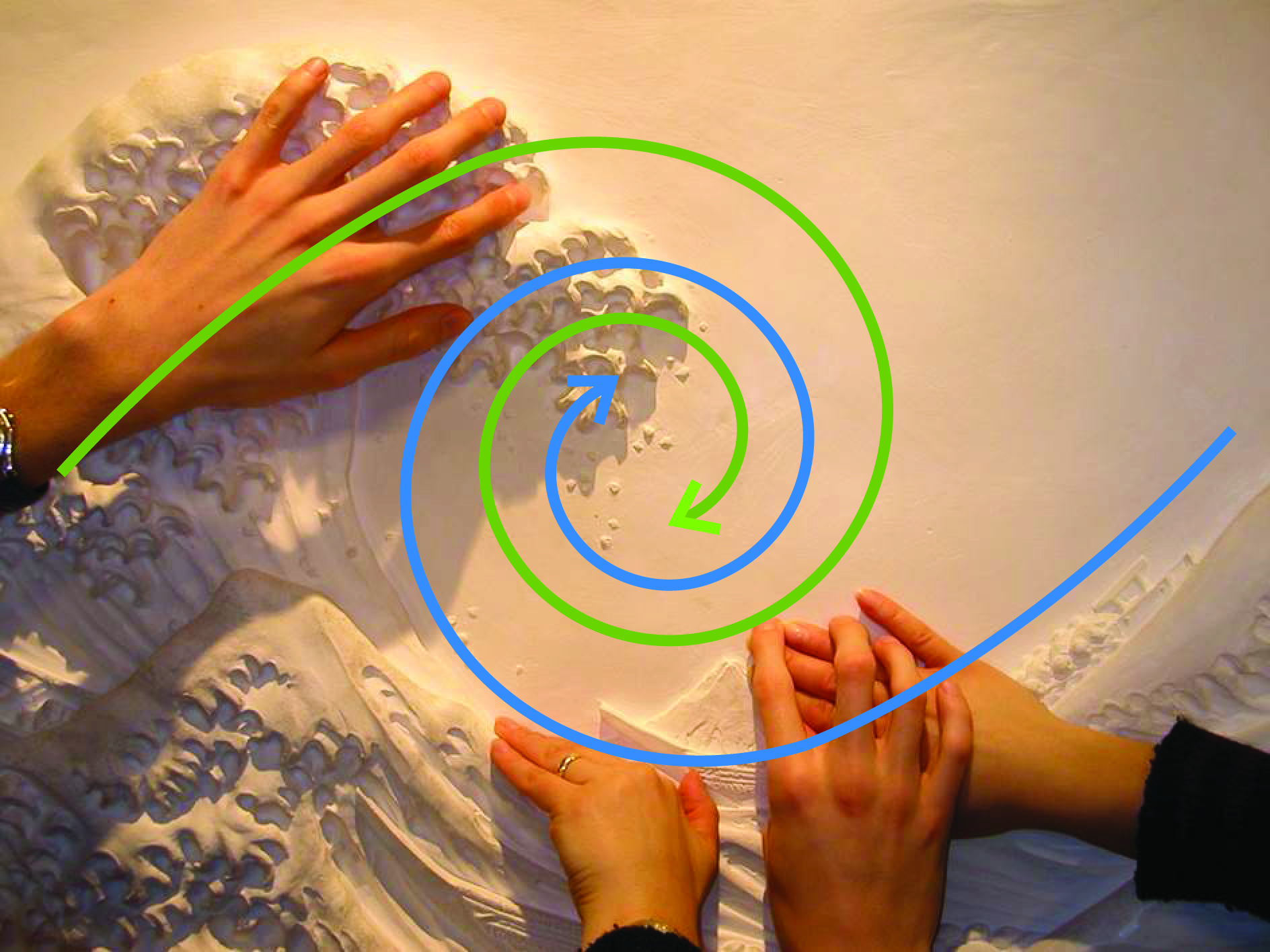
L’andamento vorticoso delle frecce, poi restituito in forma gestuale durante la lettura tattile, riproduce la dinamica centripeta di compenetrazione tra le forze naturali dell’acqua e dell’aria.
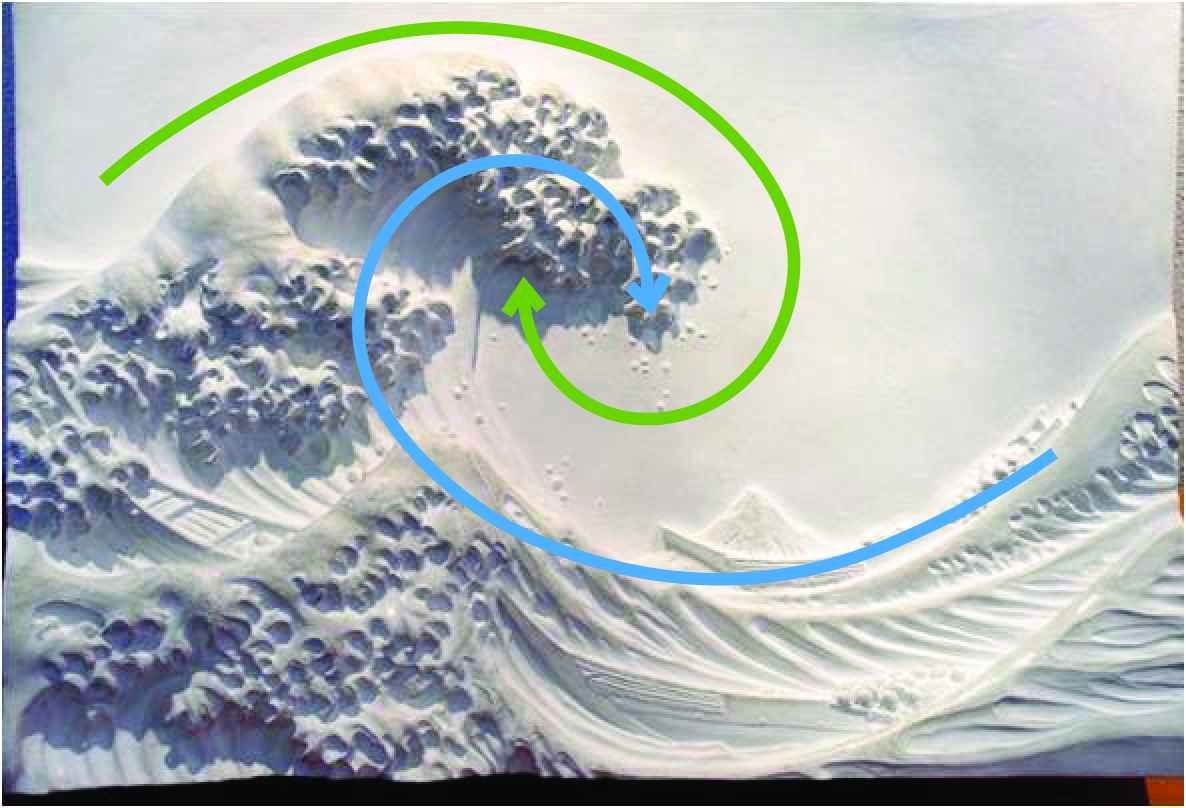
L’andamento circolare delle frecce, poi restituito in forma gestuale durante la lettura tattile, riproduce le dinamiche di opposizione e complementarità tra le forze esercitate dalla massa d’acqua e da quella d’aria.

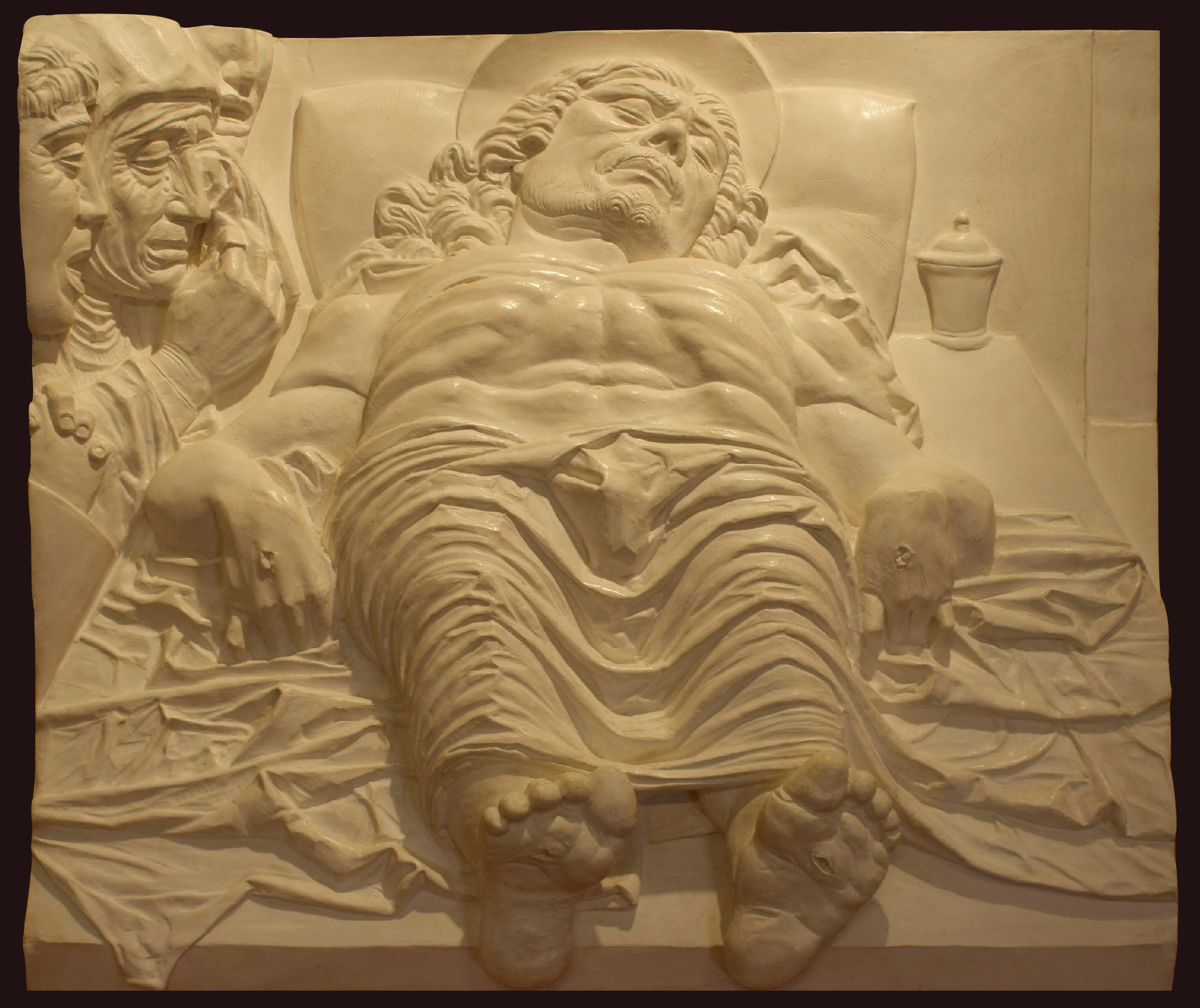
Bassorilievo prospettico raffigurante il Lamento sul Cristo Morto, opera di Andrea Mantegna
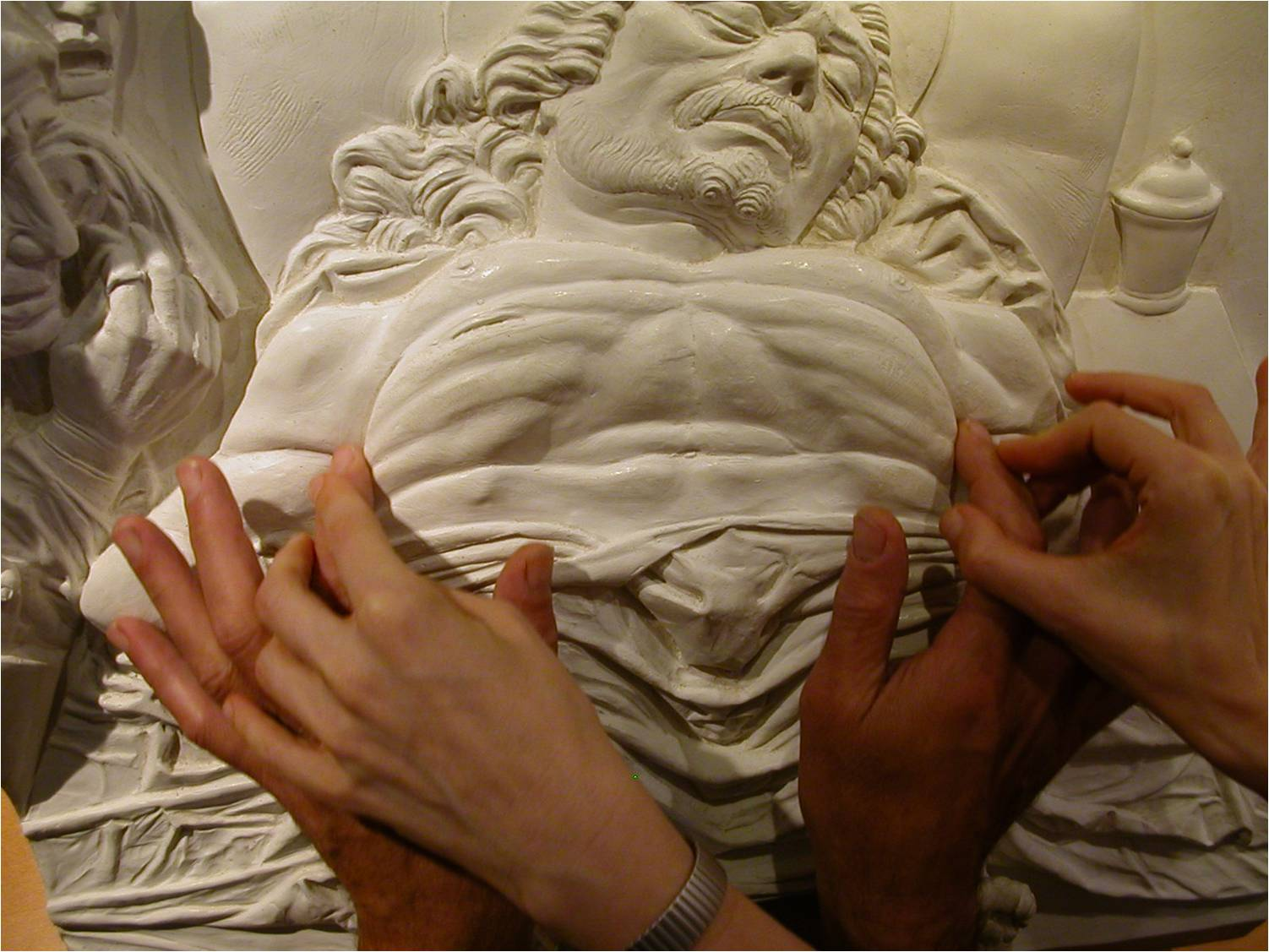
La lettura viene guidata nel riconoscimento del sottosquadro, elemento plastico essenziale per apprezzare a livello tattile la sovrapposizione, quindi il susseguirsi dei piani di posa e, in questo caso, l’effetto della contrazione  prospettica sulla rappresentazione anatomica nel Cristo e geometrica nel parallelepipedo della pietra dell’unzione.
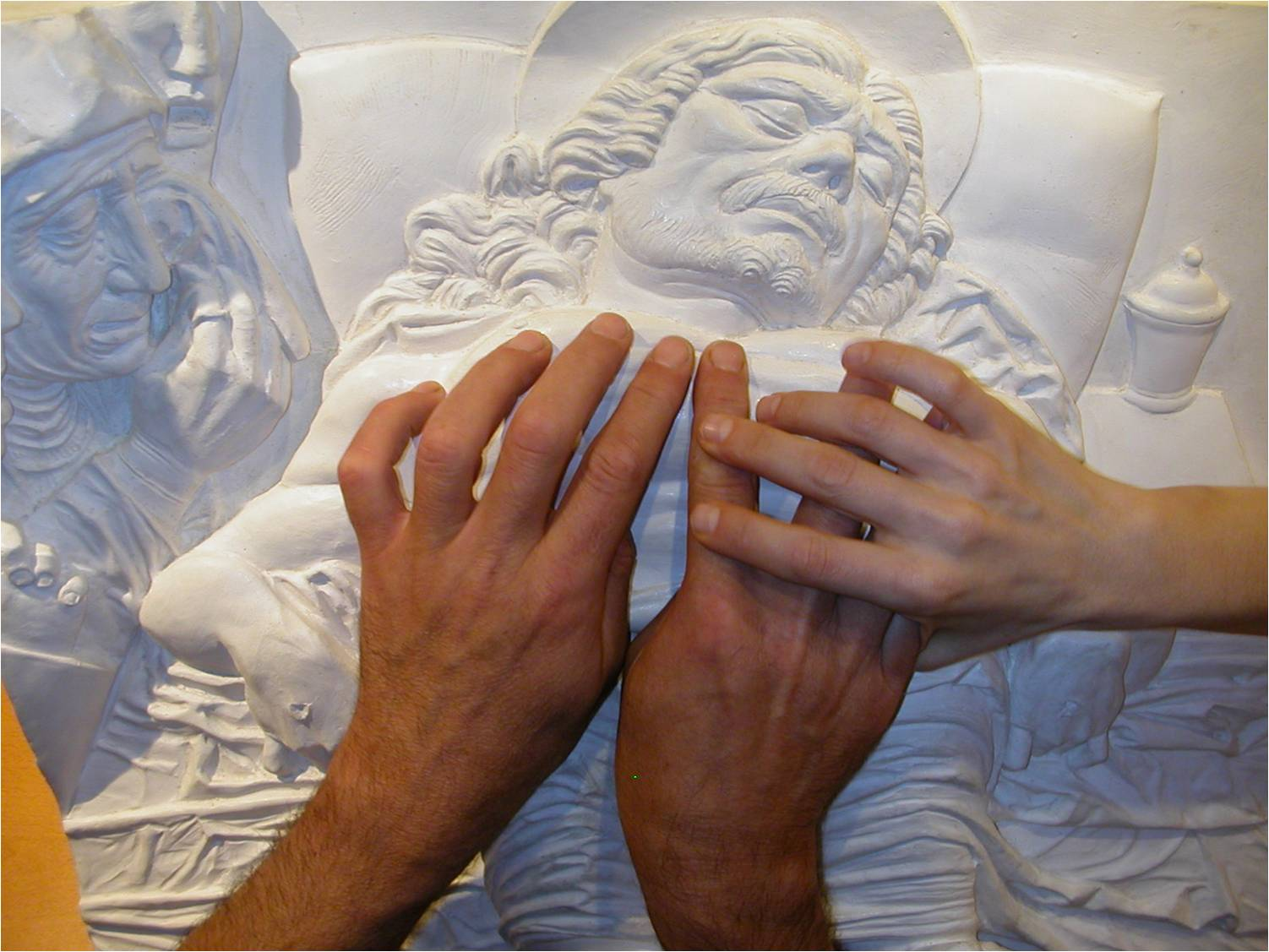
La lettura viene guidata nel riconoscimento della linea alba del Cristo e nell’analisi della sua valenza simbolica in quanto asse centrale dello spazio costruito prospetticamente con un punto di vista rialzato, che convive nel dipinto con la visione frontale entro cui è rappresentato il gruppo dei piangenti.
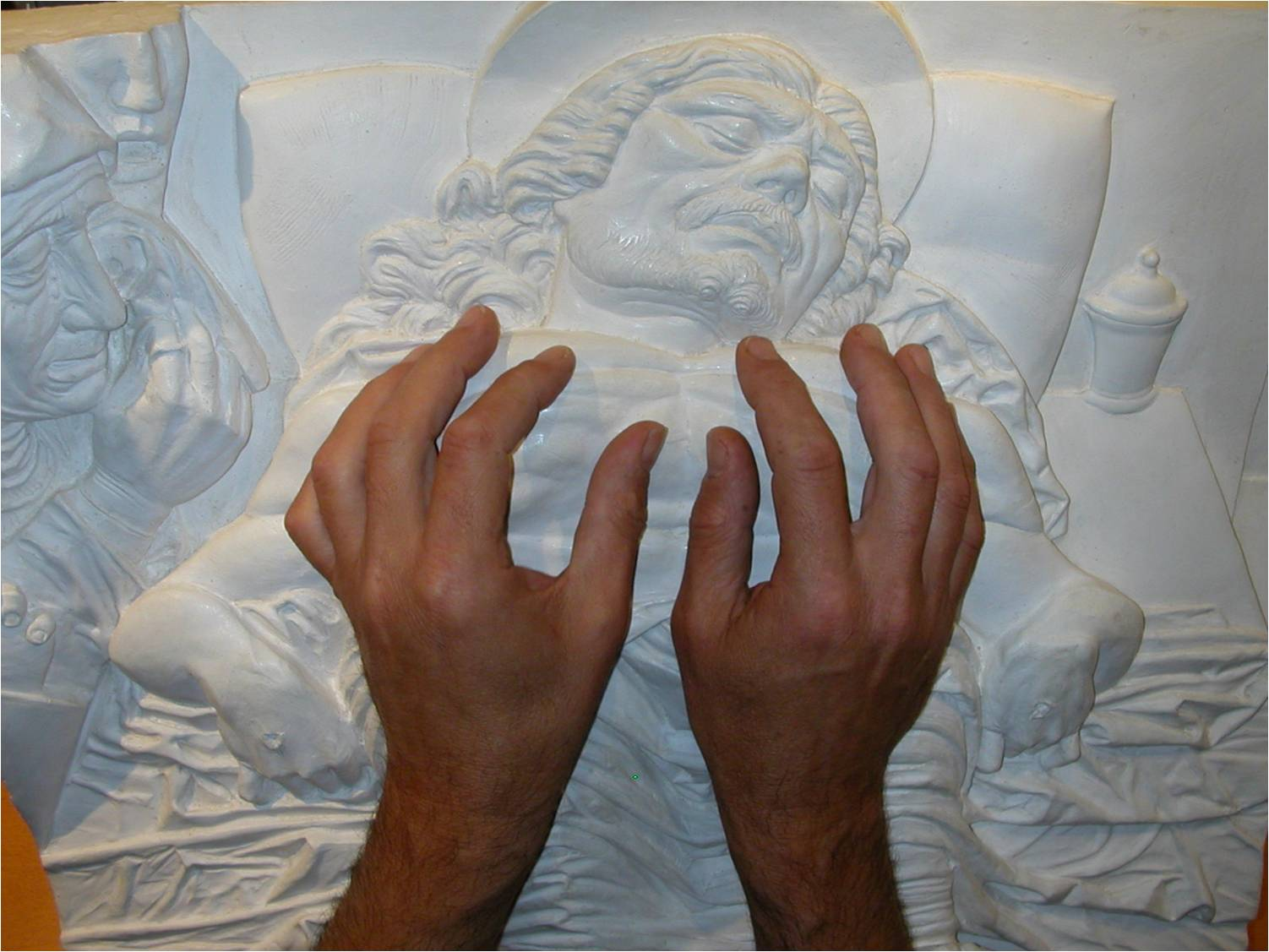
La lettura bimanuale sincronica riproduce a livello cinestesico la struttura simmetrica del costato e permette di ricostruire nella mente il proporzionale ridimensionamento anatomico generato da una forte contrazione prospettica che, nel suo rigore geometrico, non tiene volutamente conto delle naturali deformazioni ottiche dell’immagine, derivanti invece dalla deformazione prodotta da una visione prospettica ravvicinata.
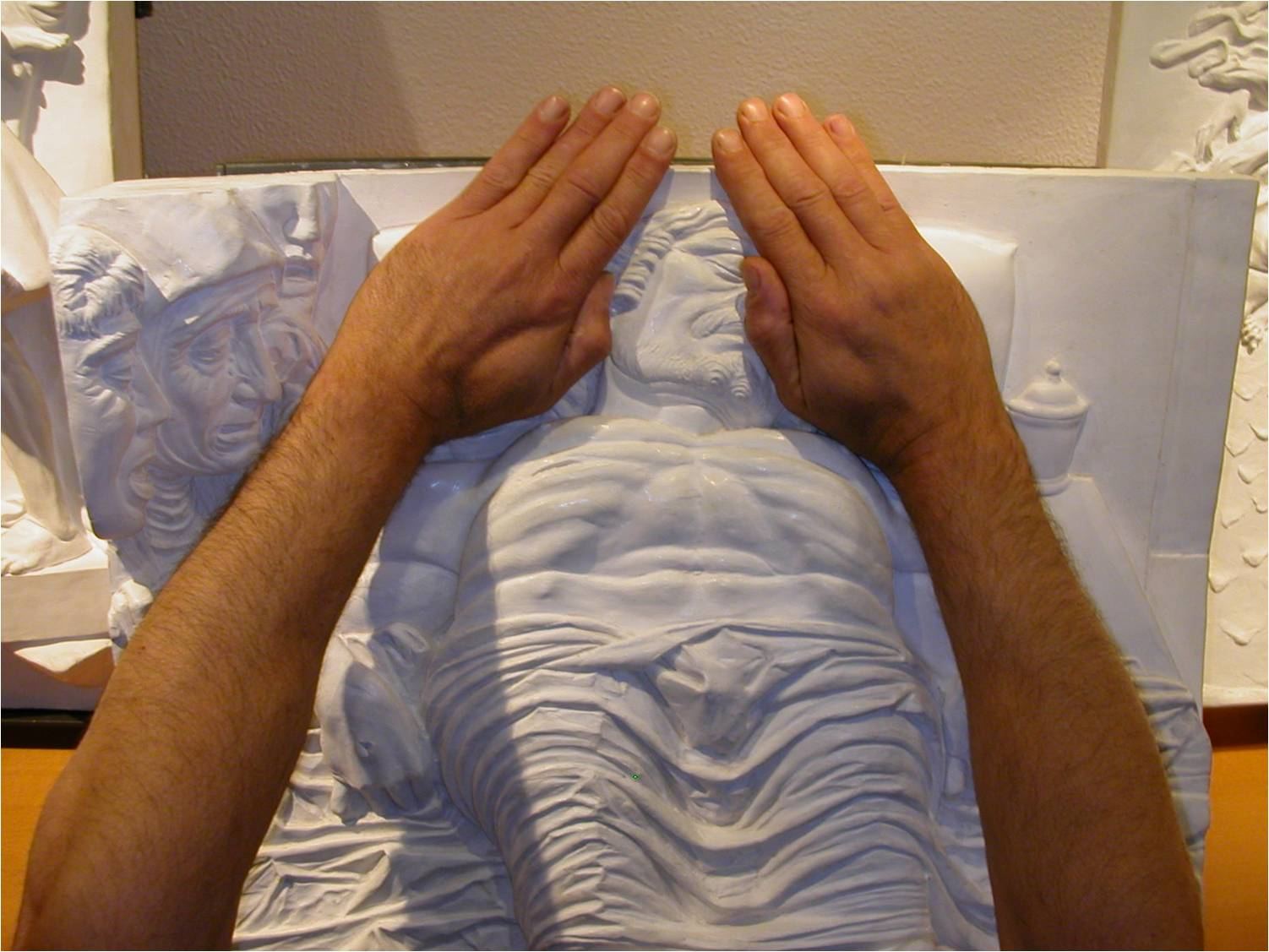
L’assetto posturale convergente di mani e avambracci procede idealmente lungo i bordi destro e sinistro della pietra dell’unzione, semicoperta dal sudario. Lo studio comparativo delle due prospettive costruite dal pittore (rialzata per il Cristo, frontale per i dolenti), diventa condizione di possibilità per comprendere, sul piano simbolico, il valore della dignitas del Cristo in quanto Uomo e Dio, rappresentato in tutta la sua fisicità umana tradotta, però, in una idealizzazione geometrica.

## La conversione didattica del metodo tripartito panofskiano
Una delle peculiarità tiflodidattiche del Museo “Anteros” risiede nell'applicazione sperimentale, nel campo della pedagogia speciale delle arti per le persone con minorazione visiva, del metodo tripartito di analisi (preiconografica, iconografica, iconologica) dell'immagine elaborato dallo storico dell'arte Erwin Panofsky.  In sede di esplorazione tattile del bassorilievo prospettico, il visitatore (con o senza minorazione visiva) viene guidato nella conoscenza delle forme seguendo progressivamente i tre livelli analitici panofskiani. Pertanto, dopo aver letto le strutture geometriche nascoste e gli schemi interni della composizione (lettura preiconografica), riconosciuto i contenuti convenzionali dell'immagine (analisi iconografica) ed esplorato il senso dell'opera d'arte (interpretazione iconologica), il lettore, dapprima guidato da un operatore museale e poi in modo autonomo, costruisce gradualmente l'esperienza estetica avvalendosi delle sue potenzialità percettive quanto del suo pregresso culturale.
Ad ogni modo, nonostante l'esigenza di comunicare modelli di lettura strutturati, in questa fase le persone con disabilità visive sono incoraggiate ad apprendere possibilità percettive, esplorando le opere con tecniche di lettura tattile che, una volta acquisite, in funzione di una personale economia tattile e cognitiva, possono essere autonomamente rivisitate e implementate attraverso soluzioni individuali.

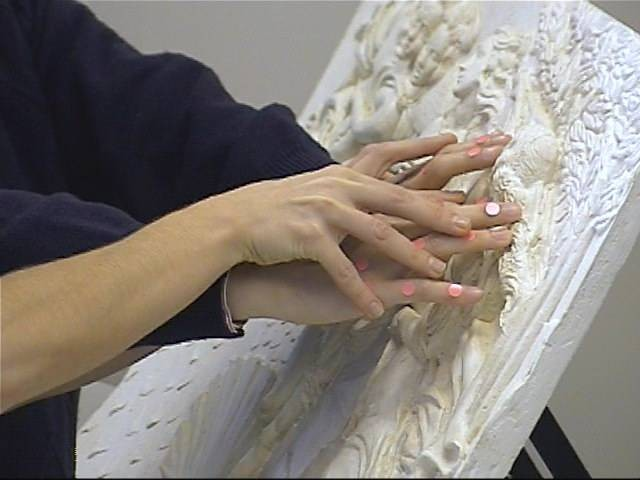
Foto scattata durante un seminario sull’educazione estetica, a cura del Museo tattile Anteros, svoltosi a Yokosuka nel 2002 presso l’Istituto Nazionale per l’Educazione Speciale del Giappone (N.I.S.E.). In tale occasione di studio, le costanti e le variabili nelle tecniche di esplorazione tattile, rilevate da sensori applicati sul dorso delle mani, sono state filmate da otto diverse angolazioni.
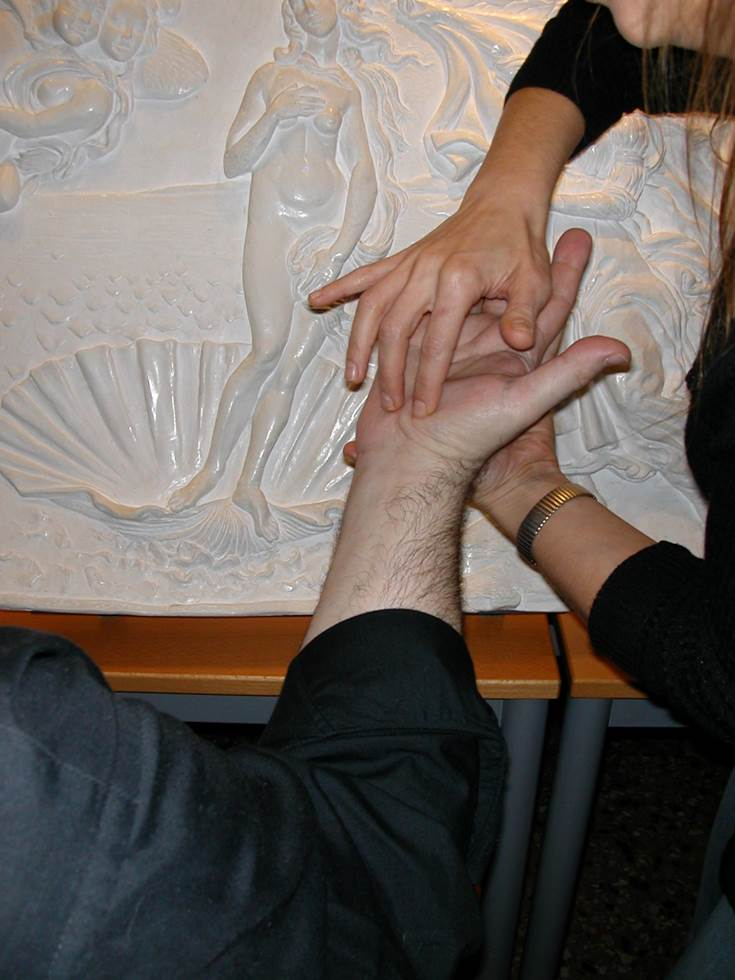
La lettura tattile è costantemente integrata da azioni di natura cinestesica e propriocettiva volte a comprendere le strutture e le dinamiche spaziali interne alla rappresentazione pittorica. Nella foto, nel corso della lettura della Nascita di Venere di Sandro Botticelli, l’operatore ricostruisce il concetto di peso specifico e sua possibile assenza, simulando con le dita, indice e medio, l’assetto posturale degli arti inferiori e la lieve pressione gravitazionale esercitata dalla dea sulla valva della conchiglia, qui riprodotta idealmente dal palmo della mano dell’utente.
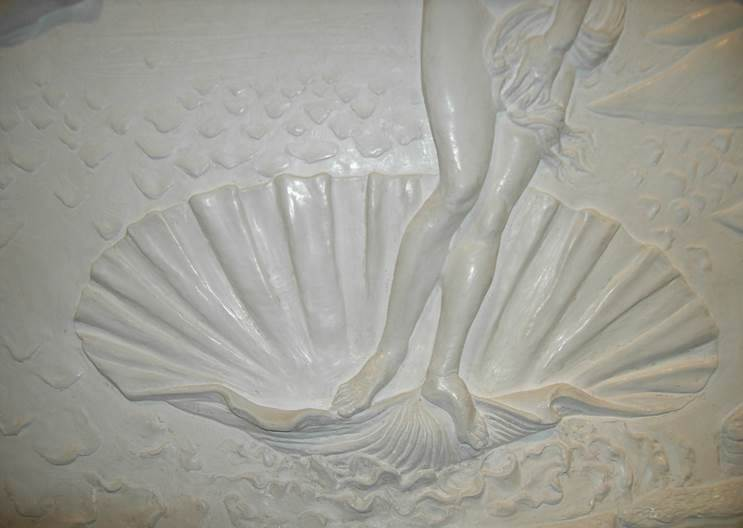
Particolare del bassorilievo raffigurante la Nascita di Venere di Sandro Botticelli. La postura distesa delle gambe, il contatto leggero tra i piedi della dea e la valva della conchiglia, quindi la sinuosità delle forme anatomiche entro le quali ogni contrazione muscolare diventa impercettibile: nel corpo della Venere botticelliana, all’evidenza della massa fisica sembra non corrispondere un relativo peso specifico, motivo per cui, tale assetto peculiare diventa occasione per riflettere sui presupposti filosofici, in questo caso riferibili alla concezione neoplatonica dell’incarnazione dell'anima e di Coincidentia Oppositorum.
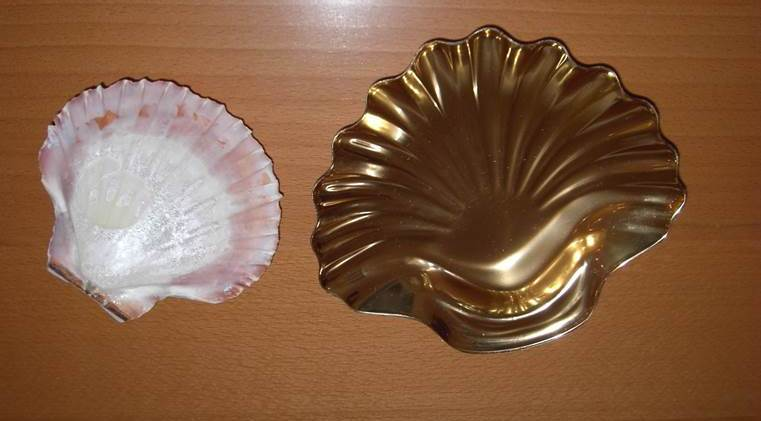
La lettura tattile sul bassorilievo può essere integrata dall’analisi parallela di oggetti o di relative riproduzioni al fine di comprendere meglio non solo  la struttura reale della forma  ma anche, eventualmente, il grado di stilizzazione e/o di alterazione che questa subisce sul piano della rappresentazione grafico-pittorica. Nella foto figurano rispettivamente la valva di una vera conchiglia e una riproduzione plastica stilizzata, entrambe utilizzate come ausilio nello studio della Nascita di Venere di Sandro Botticelli.

## Il laboratorio di modellazione
L'impostazione pedagogica del Museo “Anteros” prevede che i processi cognitivi siano verificati mediante l'esame del grado di autonomia espresso durante la lettura tattile autonoma e la simulazione di guida di un'altra persona, nonché, infine, attraverso la restituzione dell'immagine che viene svolta presso il laboratorio di modellazione.  Tali verifiche, dunque, servono a cogliere i diversi gradi di percezione e conservazione mnemonica delle immagini e concorrono al perfezionamento degli strumenti di percezione, cognizione, interpretazione delle forme e reificazione dei concetti. Nello specifico, dopo una prima verifica che avviene durante le lezioni individuali e collettive di Storia dell'arte e percezione ottico-tattile delle riproduzioni plastiche dei dipinti, si approda al laboratorio di modellazione dove, plasmando la creta, gli allievi non vedenti congeniti, acquisiti e ipovedenti, hanno la possibilità di realizzare una copia dei rilievi precedentemente studiati e letti al tatto. Pertanto, se il valore estetico di questi manufatti è variabile e ancillare rispetto alla funzione cognitiva, allo scopo di comprendere se e come sia stata interiorizzata una visione di insieme delle parti che compongono l'opera, fondamentale è piuttosto valutare le competenze espressive dell'allievo nelle diverse fasi della modellazione e la restituzione che questi offre di posture e proporzioni quanto degli elementi formali e contenutistici. A partire dall'analisi particolare dell'opera, quindi, anche l'esperienza aptica laboratoriale intende operare su più ampie dinamiche cognitive e percettive, rafforzando i meccanismi di appropriazione mnestica, ricostruzione compositiva e di assimilazione dei concetti spaziali e temporali, dall'anatomia dei corpi alla morfologia degli oggetti attraverso la graduale comprensione del cosiddetto “sentimento della forma”.

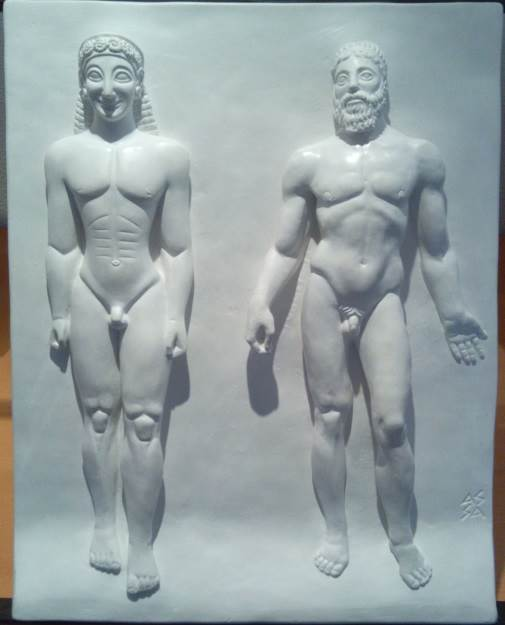
Bassorilievo raffigurante il Kouros di Milo (sinistra) e uno dei Bronzi di Riace (destra), entrambi originariamente esempi di scultura a tutto tondo, la cui lettura tattile e restituzione plastica in argilla sono funzionali allo studio dello schema corporeo e propedeutiche alla comprensione dei concetti di rappresentazione anatomica realistica (nel Bronzo di Riace) e stilizzata (nel Kouros).
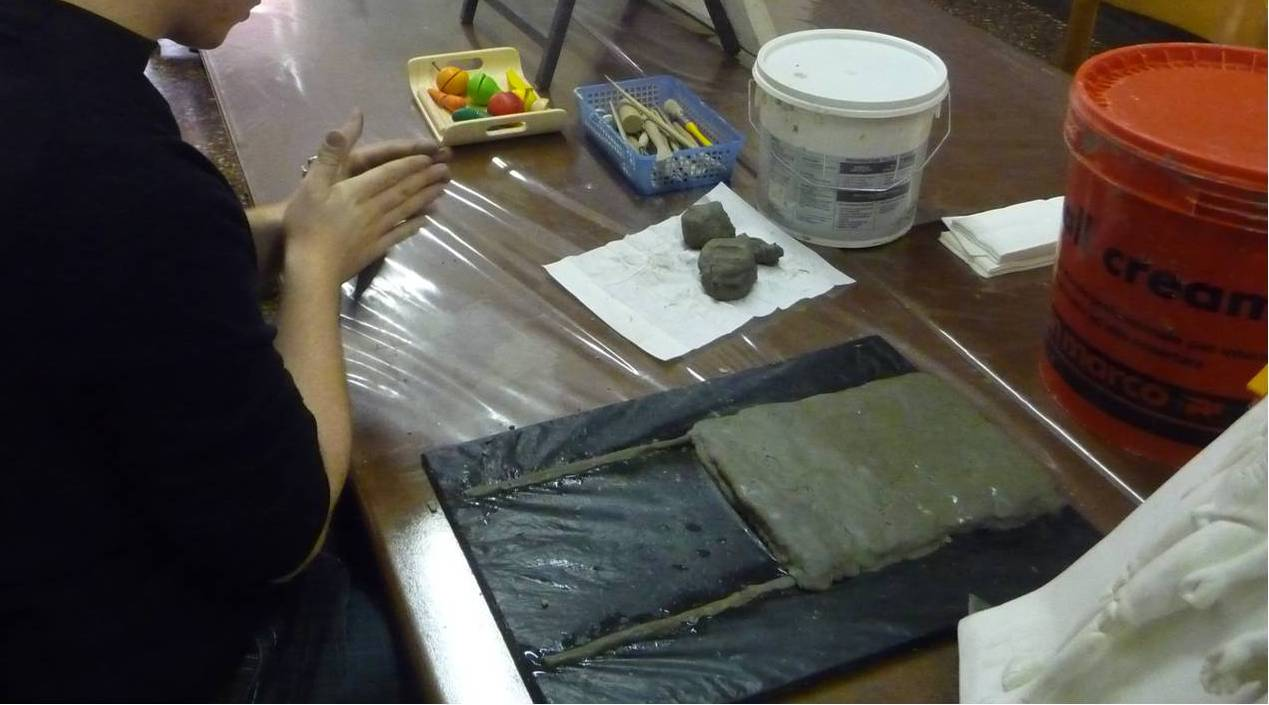
Un ragazzo non vedente predispone il piano di argilla su cui poi realizzare una riproduzione del bassorilievo in gesso raffigurante il Kouros di Milo. La fase della restituzione plastica dell’opera, comprende anche l’elaborazione, da parte dell’allievo, di soluzioni tecniche volte a preservare una coerenza formale e proporzionale con il modello in gesso.
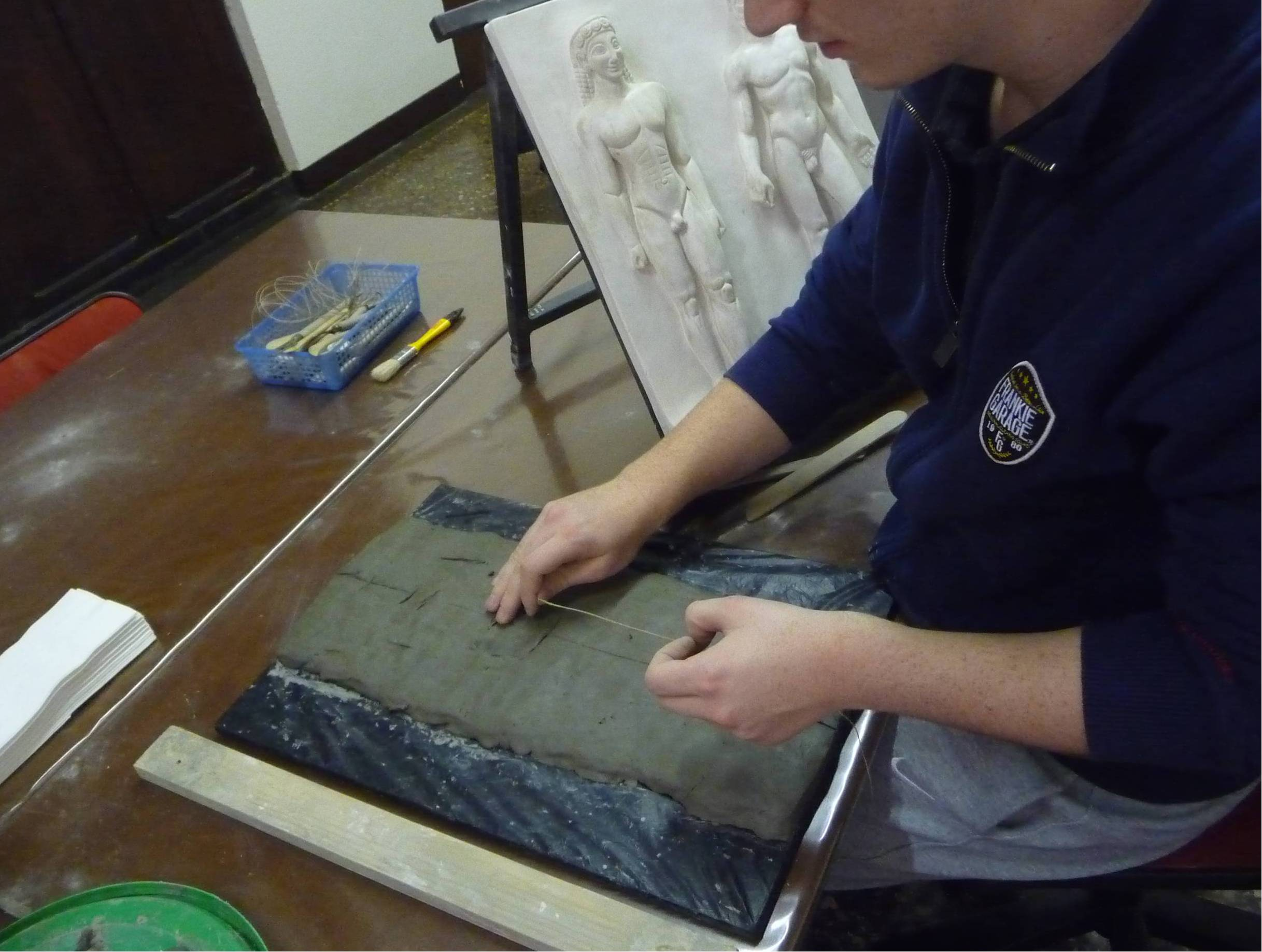
Per la realizzazione in argilla del Kouros di Milo, un ragazzo non vedente adopera un pezzo di spago come “unità di misura” che garantisca il rispetto del rapporto proporzionale tra gli elementi anatomici prima di iniziare la modellazione degli stessi.
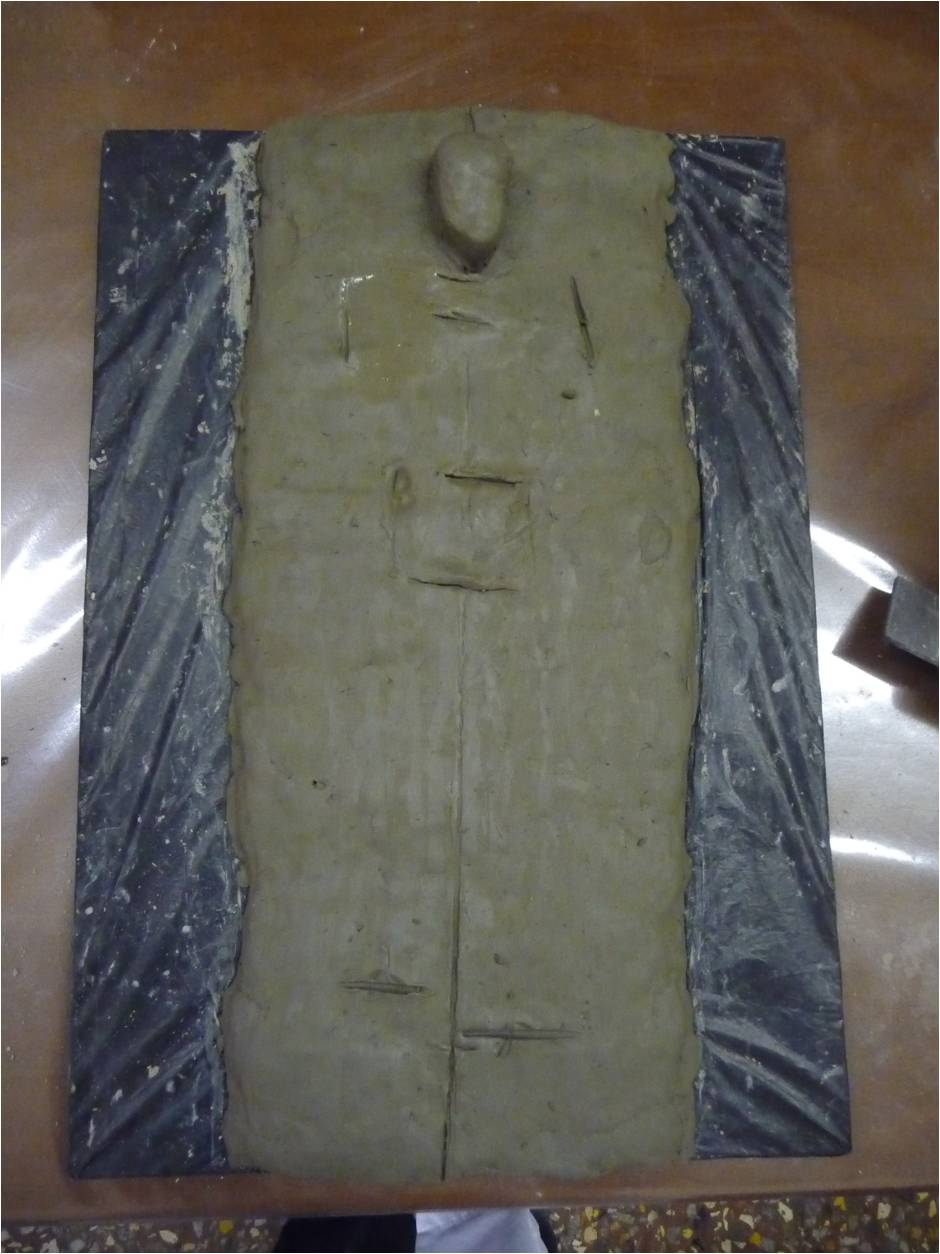
I rapporti proporzionali e dimensionali anatomici, in questo caso individuati utilizzando uno spago, sono stati riportati sul piano in argilla per mezzo di lievi incisioni. Nella foto si può notare la presenza di un primo abbozzo della testa del Kouros di Milo.
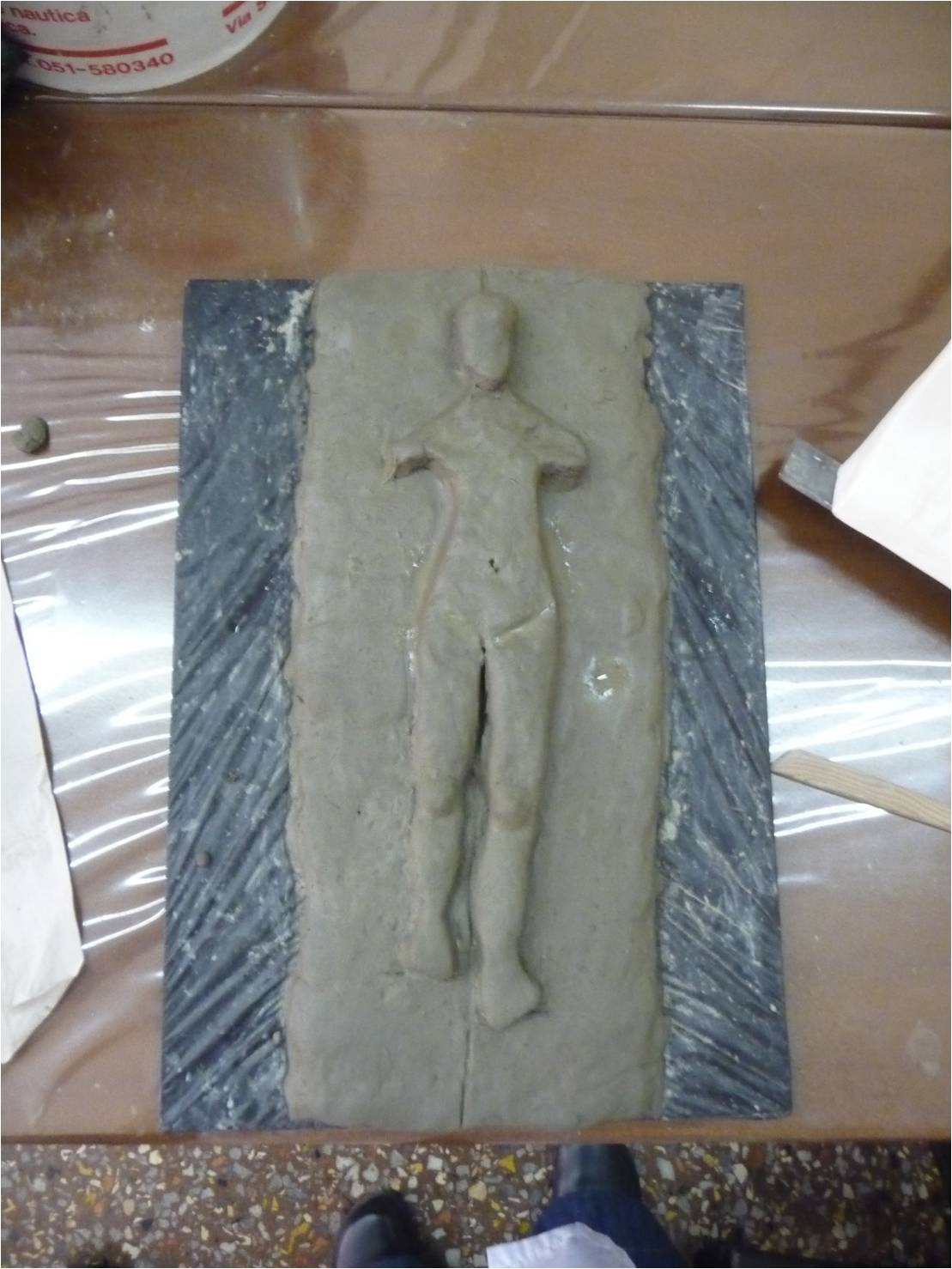
In una fase più avanzata della restituzione plastica, la struttura anatomica e i caratteri stilistici peculiari del Kouros di Milo iniziano, progressivamente, a definirsi.
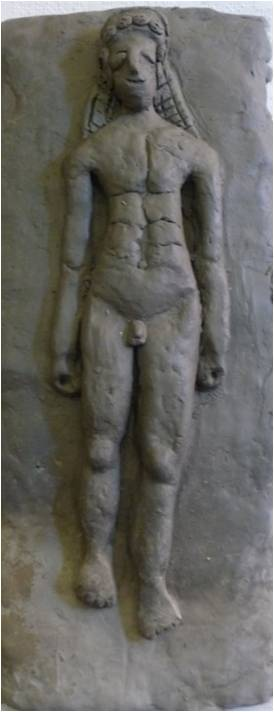
Restituzione in argilla del Kouros di Milo
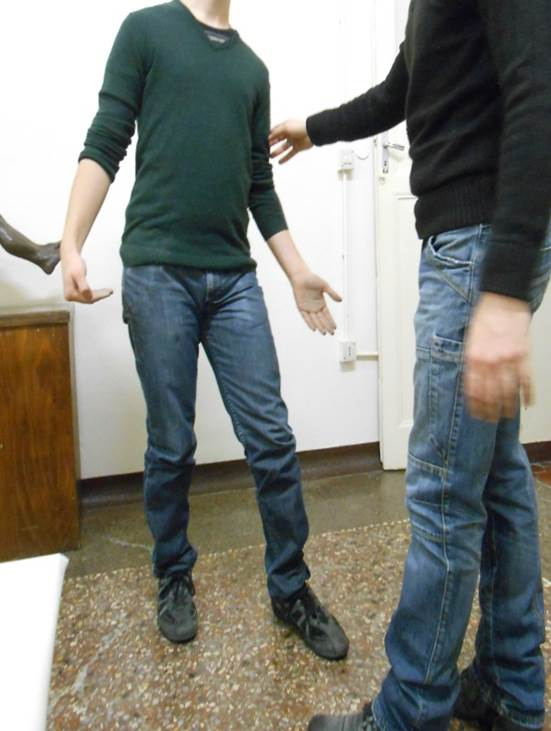
Lo studio propriocettivo, funzionale alla comprensione dell’assetto corporeo nelle sue tensioni muscolari e tendinee, risulta fondamentale anche in fase di restituzione plastica in argilla dell’opera. Nella foto, l'allievo, impegnato nella modellazione plastica di uno dei due Bronzi di Riace, viene guidato nel riprodurne la specifica postura sul proprio corpo.
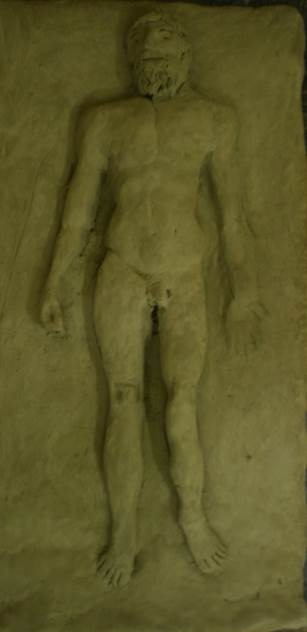
Restituzione in argilla del Bronzo di Riace
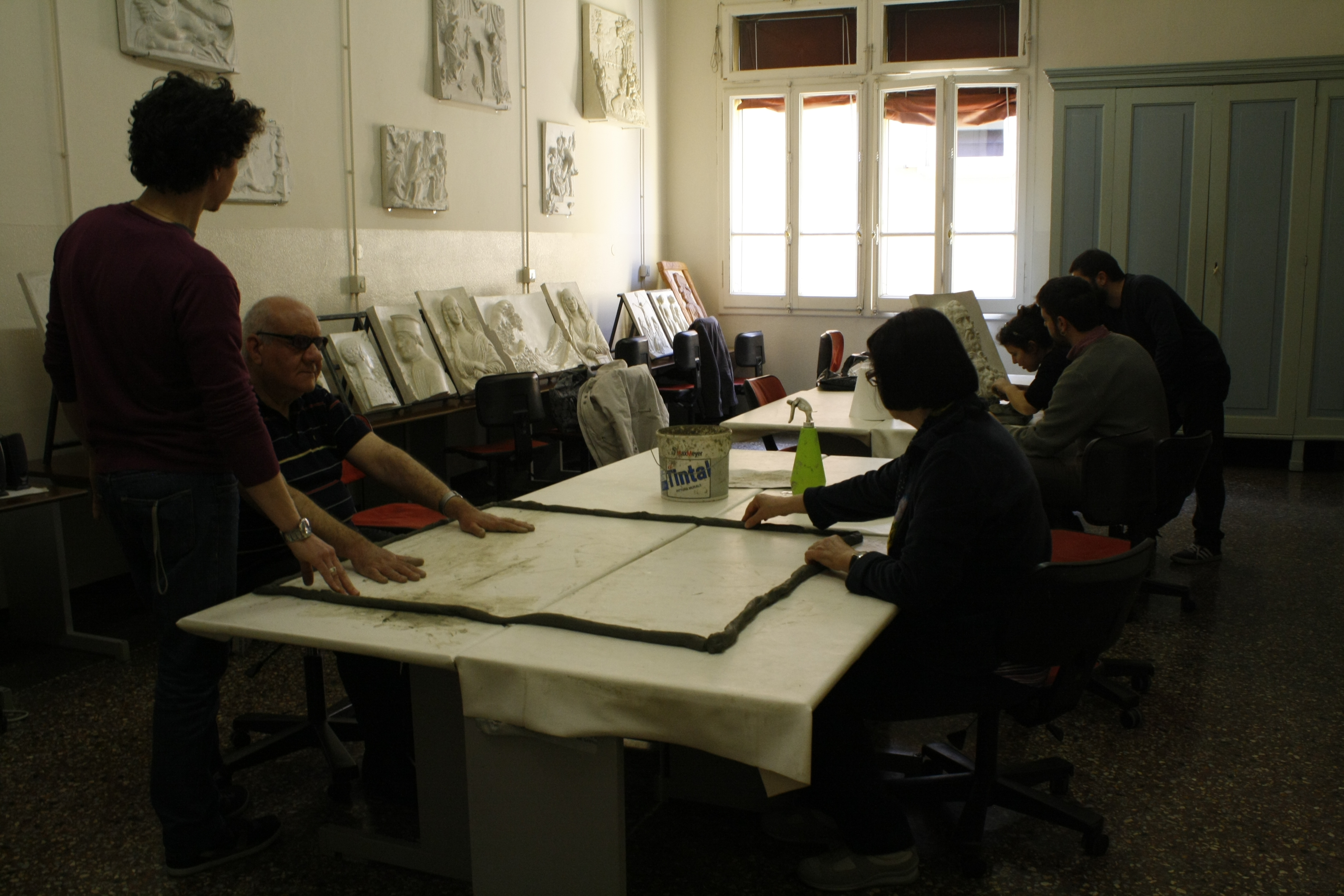
Gli operatori del museo seguono due allievi durante il laboratorio di modellazione.

## Collaborazioni nazionali e internazionali
Per la specificità metodologica che lo contraddistingue, il Museo Tattile “Anteros” fornisce consulenza scientifica nel campo dell'educazione estetica e della pedagogia speciale per le persone con minorazione visiva. Su questi temi, sono costanti i contributi presentati in convegni e seminari nazionali e internazionali, nonché le collaborazioni con istituzioni universitarie, accademiche e scolastiche, organi ministeriali del Ministero della Cultura, centri di studio e ricerca tra i quali il Consiglio Nazionale delle Ricerche e l'Istituto Superiore per la Conservazione e il Restauro, enti pubblici e privati di formazione e promozione culturale. Fondamentale, sul piano operativo, è la collaborazione attiva con il Museo tattile statale Omero di Ancona e con alcune delle principali istituzioni museali d'arte italiane e straniere, tra cui la National Gallery of Art di Washington, per la progettazione di un percorso di fruizione tattile interno al museo statunitense, e i Musei Vaticani, per la realizzazione, presso la Pinacoteca Vaticana, della traduzione tridimensionale della Trasfigurazione di Raffaello e di un ritratto virile della serie del Fayyum. Per il contributo alla ricerca nel campo delle scienze cognitive, degne di nota sono, tra le altre, le collaborazioni internazionali avviate con autorevoli studiosi della materia, tra cui il prof. Derrick de Kerckhove e il prof. John Kennedy (entrambi dell'Università di Toronto), e istituti di ricerca come il National Institute of Special Education di Yokosuka, grazie al quale è stato possibile inaugurare, nel 2013, un progetto di filiazione del Museo tattile Anteros nella città di Tokyo.
Segue un elenco completo, in ordine cronologico aggiornato al 2015, dei bassorilievi prospettici realizzati dal Museo tattile Anteros dell'Istituto Cavazza di Bologna, per conto di istituzioni museali per una fruizione accessibile in loco del patrimonio culturale pittorico.
2006
- Cristo cade sotto la croce di Francesco Bonsignori e Occasio et Poenitentia (scuola mantegnesca) – Museo della Città di Palazzo San Sebastiano, Mantova (in collaborazione con il Comune di Mantova e il MiBAC - Ministero per i Beni e le Attività Culturali)
- Amore scopre Psiche di Giulio Romano e aiuti (scuola) – Sala di Amore e Psiche, Palazzo Te, Mantova
- La caduta dei Giganti di Giulio Romano e aiuti – Sala dei Giganti, Palazzo Te, Mantova
- Carro del Sole e della Luna di Francesco Primaticcio su disegno di Giulio Romano – Sala del Sole e della Luna, Palazzo Te, Mantova
- Cavallo Morel Favorito di Giulio Romano e aiuti (scuola) – Sala dei Cavalli, Palazzo Te, Mantova
- Davide e Golia di Giulio Romano e aiuti (scuola) – Loggia di Davide, Palazzo Te, Mantova
- Ariete, costellazione della nave. I Navigatori di Giulio Romano e aiuti (scuola) – Sala dei Venti, Palazzo Te, Mantova
- Orfeo ed Euridice di fronte a Plutone e Proserpina di Anselmo Guazzi e Agostino da Mozzanica (su progetto di Giulio Romano) – Camera di Ovidio o delle Metamorfosi, Palazzo Te, Mantova
- Impresa della Salamandra e Impresa del Guanto di Agostino da Mozzanica e decoratori – Sala delle Imprese, Palazzo Te, Mantova

2008

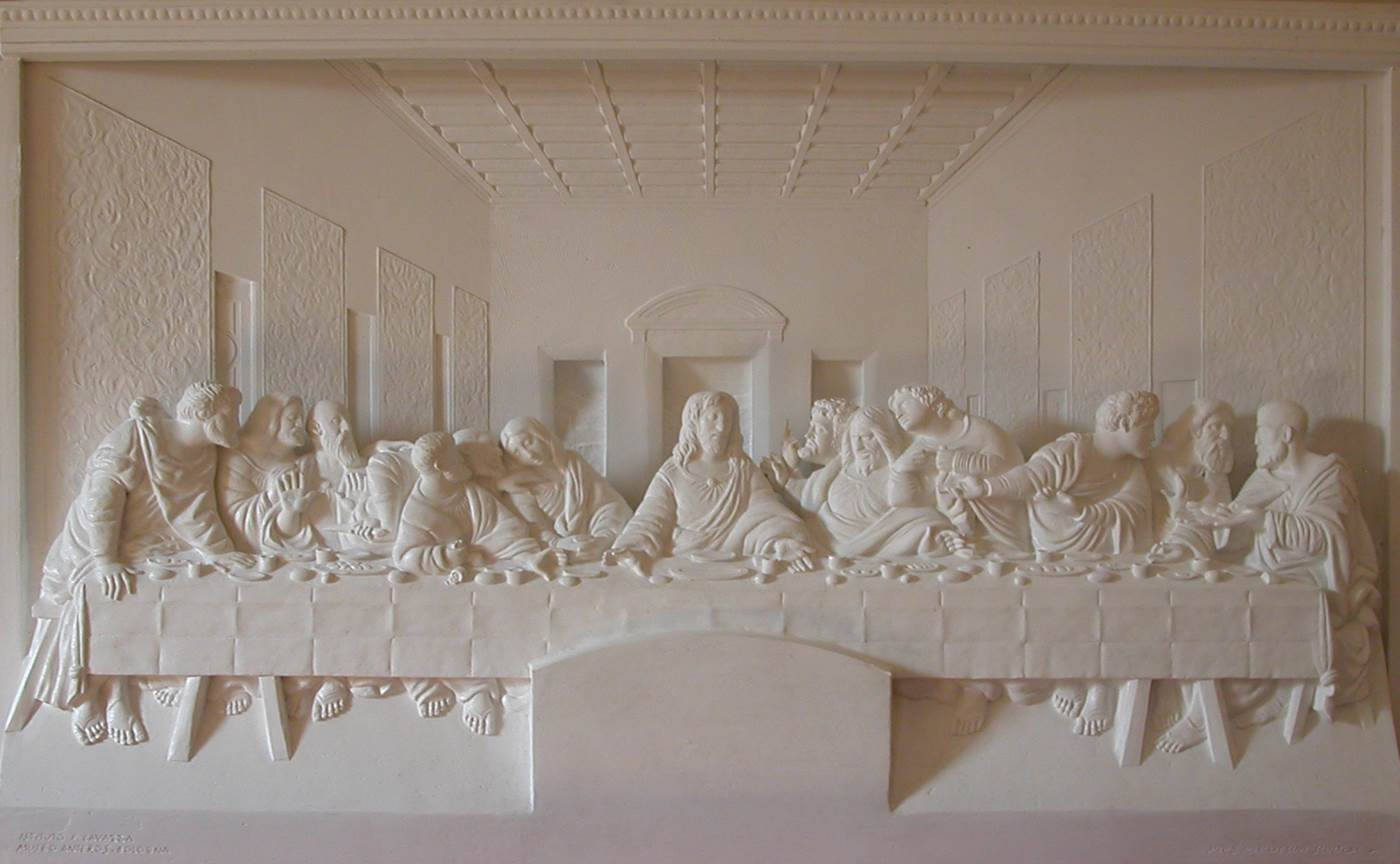
Bassorilievo prospettico raffigurante il Cenacolo di Leonardo da Vinci

- Madonna del Ricamo di Vitale da Bologna - Museo della Storia di Bologna, Palazzo Pepoli Vecchio, Bologna (con il contributo della Fondazione Carisbo)

2009
- Ultima Cena di Leonardo da Vinci – Refettorio di Santa Maria delle Grazie (con il contributo di Fondazione CittàItalia)

2010

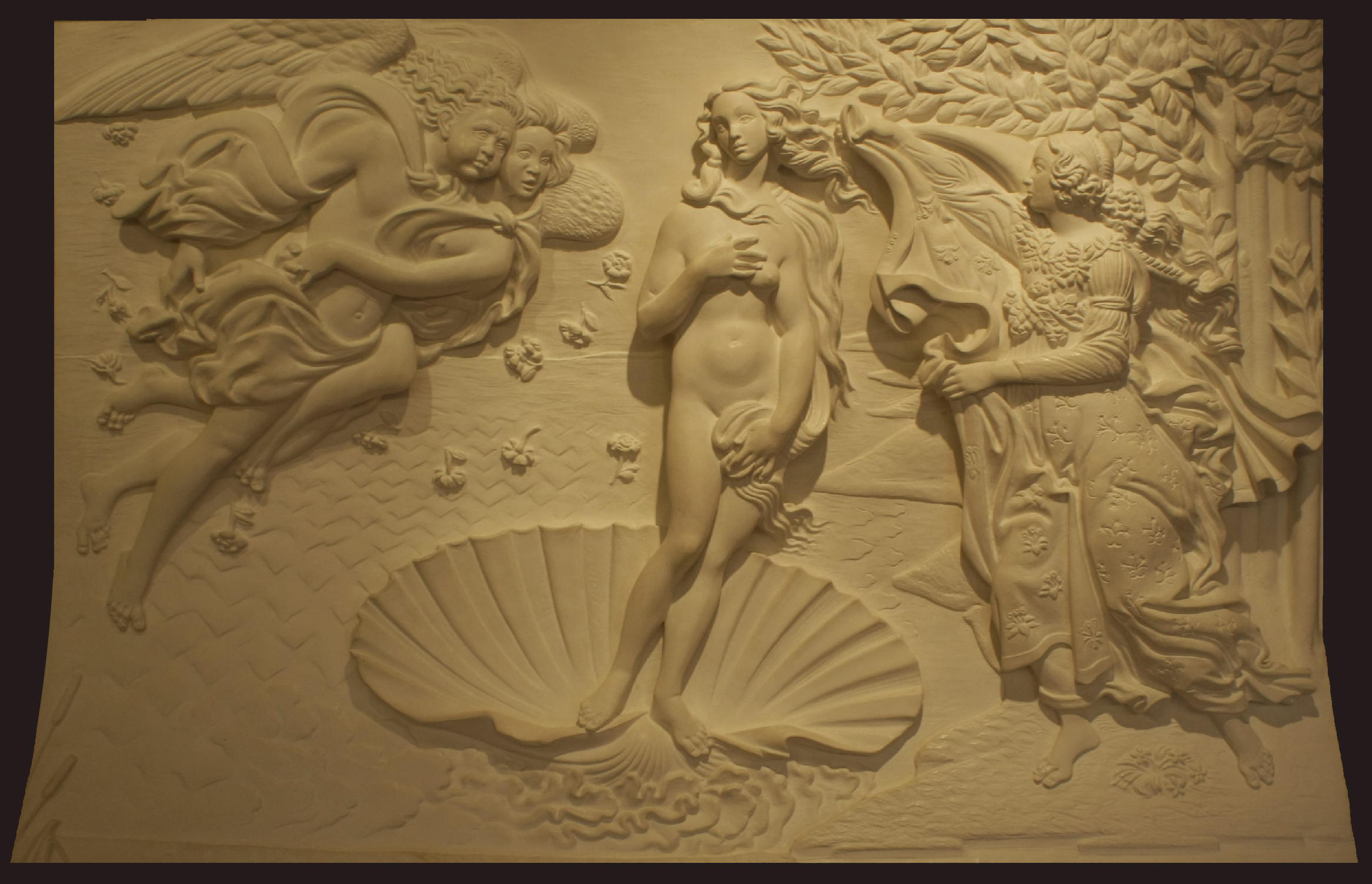
Bassorilievo prospettico raffigurante la Nascita di Venere di Sandro Botticelli.

- La nascita di Venere di Sandro Botticelli – Galleria degli Uffizi, Firenze (in collaborazione con Fondazione CittàItalia)

2011
- Vergine con Bambino e Santi, pala d'altare di Defendente Ferrari – Palazzo Reale di Torino (con il contributo di Fondazione CittàItalia)
- Deposizione di Caravaggio – Pinacoteca Vaticana (in collaborazione con i Musei Vaticani)
- Fanciulla con turbante di Francesco Stringa – Galleria Estense di Modena

2012
- Trasfigurazione di Raffaello Sanzio – Pinacoteca Vaticana (in collaborazione con i Musei Vaticani)
- Ritratto virile della serie del Fayyum – Pinacoteca Vaticana (in collaborazione con i Musei Vaticani)
- San Giorgio che combatte il drago – Pinacoteca Nazionale di Bologna (presso e in collaborazione con)

2015

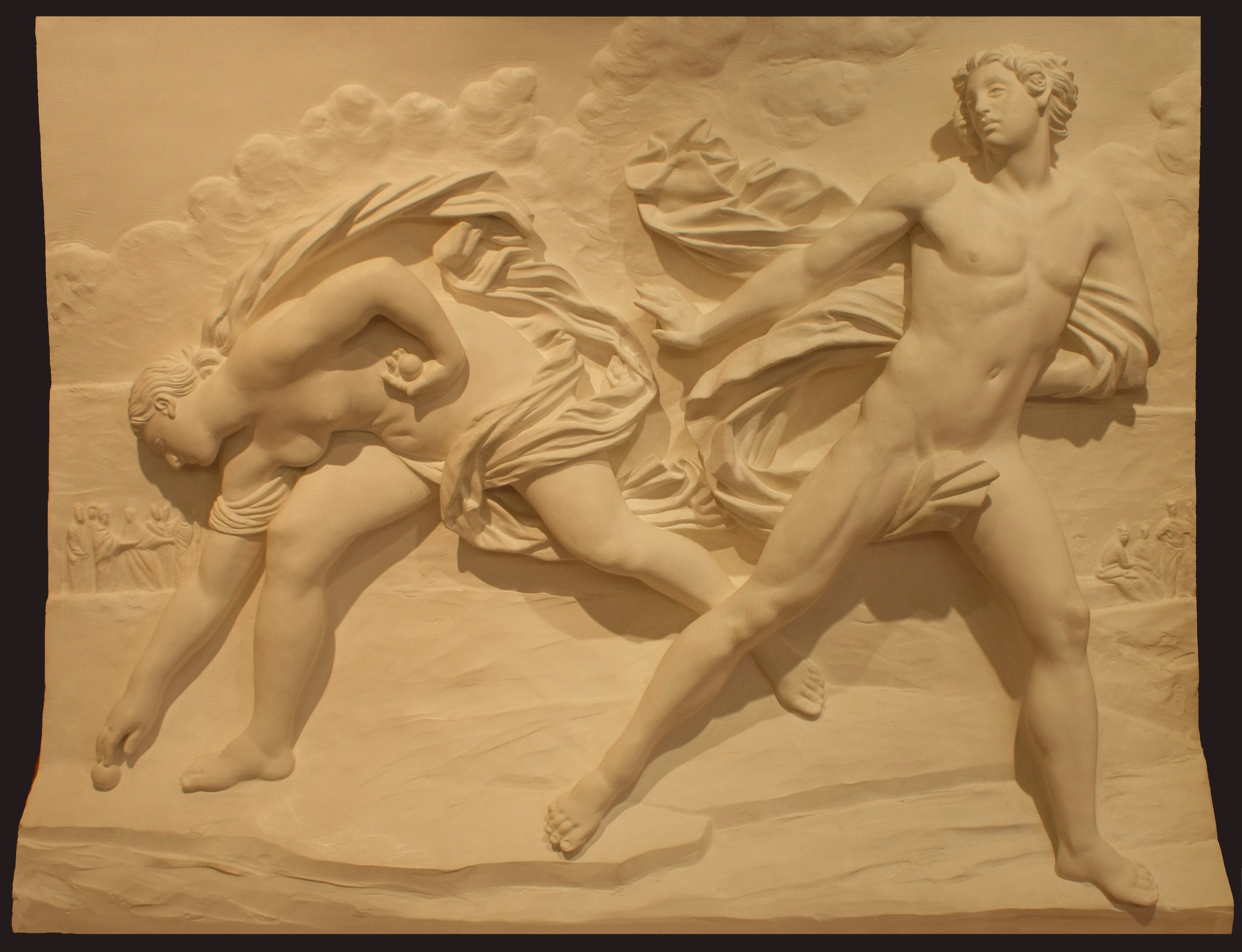
Bassorilievo prospettico raffigurante Atalanta e Ippomene di Guido Reni

- 2015 Atalanta e Ippomene di Guido Reni - (in collaborazione con Fondazione CittàItalia)